# Pandanus ferrimontanus
Pandanus ferrimontanus là một loài thực vật có hoa trong họ Dứa dại. Loài này được H.St.John miêu tả khoa học đầu tiên năm 1961.